# Julia Kijowska
Julia Kijowska, född 8 oktober 1981, är en polsk skådespelare.
Julia Kijowska tog 2005 examen vid Warszawas dramatiska högskola Akademia Teatralna. Hon debuterade år 2004 i kortfilmen Fajnie, ze jestes och har sedan dess medverkat i ett 20-tal film- och tv-produktioner i Polen. År 2011 medverkade hon i Agnieszka Hollands Oscarsnominerade långfilm In Darkness. Kijowska har även medverkat i den polsk-svenska filmen United States of Love (2016). År 2017 spelade hon rollen som Agnieszka i Wiktor Ericssons långfilm Jordgubbslandet. För denna roll prisades hon för Bästa kvinnliga biroll vid Guldbaggegalan 2018.